# Линда Макартни
Линда Луиз Макартни, Леди Макартни (енгл. Linda Louise McCartney, Lady McCartney; Скарсдејл, 24. септембар 1941 — Тусон, 17. април 1998) била је америчка фотографкиња, музичарка, активисткиња за права животиња, ауторка и заговорница вегетаријанских кувара и предузетница. Била је клавијатуриста у бенду Wings, у којем је био и њен муж, Пол Макартни, бивши члан Битлса.
Почевши од средине 1960-их, Линда је започела каријеру фотографа, за часопис Town & Country, где је убрзо добила задатке да фотографише разне музичаре и забављаче. До касних 1960-их, била је редовна посета Филмор Исту, њујоршком концертном простору, где је постала незванични  фотограф, фотографишући бројне наступе у легендарном клубу, и била је прва жена која је имала фотографију на насловној страни утицајни музички часопис Rolling Stone. Њене фотографије су биле изложене у галеријама и музејима као што је Музеј Викторије и Алберта, а сакупљене су у неколико књига.
Линда је учила да свира клавијатуре од свог мужа, а након распада Битлса 1970. године, Пол и Линда су заједно снимили албум Ram, а 1971. су основали бенд Wings. Наставила је да свира заједно са Полом након распада Wings-а 1981. до 1993. године.
Била је гласни активиста за права животиња и написала је и објавила неколико вегетаријанских кувара. Године 1995. дијагностикован јој је рак дојке и умрла је од те болести три године касније у 56. години.

## Ране године
Линда Макартни је рођена као Линда Луиз Истмен у Скарсдејлу, Њујорк, 24. септембра 1941.  Имала је једног старијег брата по имену Џон и две млађе сестре по имену Лора и Луиз млађа   Њена мајка, Луиз Сара Истмен (рођена Линднер), била је из немачко-јеврејске породице.   Њен деда по мајци био је Макс Ј. Линднер, оснивач продавнице одеће компаније Линднер у Кливленду. Њен отац, Ли Истмен,  рођен је као Леополд Ваил Епстајн и био је син руско-јеврејских имиграната.   Његова сестра Роуз Фриш постала је позната научница која је радила на проучавању плодности и популације жена.  Њен отац се бавио правом забаве у Њујорку и убрајао се међу своје познате клијенте Харолда Арлена, Томија Дорсија, Вилема де Кунинга, Џека Лоренса и Марка Ротка.  На Истменов захтев, Лоренс је написао песму „Linda“ када је имала четири године.  Снимио га је Бади Кларк 1947. године и заузео прво место на топ листама,  а 1963. поново га је снимио дуо Јан и Дин. 
Истманова је завршила средњу школу Скаарсдејл 1959.  Затим је похађала Вермонт колеџ у Монтпелиеру, Вермонт, где је стекла звање сарадника уметности 1961.  Њен брат Џон, који је студирао право као и њихов отац, касније је постао адвокат и менаџер њеног мужа Пола Макартнија.  Више је волела природу и животиње док је одрастала и као дете је уживала у јахању.  Након што је дипломирала на Вермонт колеџу, похађала је Универзитет у Аризони и дипломирала ликовну уметност  док се бавила фотографијом природе као хобијем.  Док је тамо студирала, њена мајка је погинула у несрећи 1962. у заливу Јамајка у Њујорку.   Затим је напустила Универзитет у Аризони без дипломирања и удала се за Џозефа Мелвила Си млађег (јуна 1962.) Њихова ћерка Хедер је рођена у децембру 1962. године. Развели су се 1965. и Линда је наставила да користи своје девојачко презиме.

## Каријера

### Фотографија
Линда је постала рецепционерка и помоћница уредника у часопису Town & Country.  Године 1965. била је романтично умешана са фотографом Дејвидом Далтоном. Проучавала је како је радио током фотографисања, како је постављао снимке и управљао осветљењем и композицијом. Када је започела своје снимање, на пример са музичким групама, рекао је да је био "зачуђен" колико је лако могла да преузме контролу над непослушним или некооперативним музичарима.  Рекао је да је пуцање рок група „крвави бол у врату. Али са љупком Линдом, све се ово променило... Сада су им очи биле приковане за њу“.
Далтон је такође био импресиониран интелигенцијом Истманове ћерке. „Линда и ја бисмо се надували, а Хедер би рекла најневероватније ствари... Помислио бих: 'Ово је Андре Бретон са шест година!' Додао је да сматра да је Линдин однос са Хедер "веома шармантан аспект њеног живота са овим дивним дететом". 
Када је часопис добио позив да фотографише Ролингстонсе током журке промоције плоче на јахти, Истменова се одмах пријавила да представља публикацију.  Фотографисање је означило прекретницу у њеном животу:
Била сам једина фотографкиња којој су дозволили на јахти. Само сам наставила да шкљоцам са камером, и они су уживали у томе и ја сам уживала, и одједном сам открила да је фотографисање одличан начин да се живи и да се ради.
Линдин отац је желео да она прође формалну обуку код професионалног фотографа. „Па, никад нисам имала стрпљења за то“, рекла је.  Али студирала је фотографију коња на колеџу у Аризони код Хазел Ларсен Архер и постала страствени љубитељ природе, користећи Leica камеру.  Неколико месеци након њеног снимања на Ролингстонсима, пуштена је у бекстејџ на стадиону Ши, где су наступали Битлси. 
Истманова је стекла одређено искуство у фотографији славних и постао незванични кућни фотограф у концертној дворани Била Грехема, Филмор Ист. Међу уметницима које је тамо фотографисала били су Тод Рундгрен, Арета Френклин, Грејс Слик, Џими Хендрикс, Боб Дилан, Џенис Џоплин, Ерик Клептон, Сајмон и Гарфанкел, Дорси, Џон Ленон и Нил Јанг. 
Фотографисала је Клептона за часопис Ролинг стоун и постала прва жена која је имала фотографију на насловној страни (11. маја 1968). Након што се удала за Макартнија, њена фотографија њих двоје појавила се на насловној страни часописа Ролинг стоун 31. јануара 1974. године, што је учинило једином особом која се појавила на насловној страни часописа и која је била и фотограф. Њене фотографије су касније биле изложене у више од 50 галерија широм света, као и у Музеју Викторије и Алберта у Лондону. Збирка фотографија из тог времена, Шездесете Линде Макартни: Портрет једне ере, објављена је 1992. године  Такође је снимила фотографију за насловну страну сингла Пола Макартнија и Мајкла Џексона "The Girl Is Mine". 

### Музика
Након што су се Битлси распали 1970. године, Пол је научио Линду да свира клавијатуре и снимио албум са њом, под називом Ram, као дуо. Пар је основао бенд Wings.  Освојили су неколико Греми награда, постајући један од најуспешнијих британских бендова 1970-их, али су морали да трпе подсмехе о Линдином певању. 
Године 1977. сингл "Seaside Woman" инспирисан регеом је објавио опскурни бенд под називом Suzy and the Red Stripes за Epic Records у Сједињеним Државама. Suzy and the Red Stripes су били Wings, са Линдом (која је написала песму) на главном вокалу.  Песма, коју је Wings снимио 1972. године, написана је као одговор на оптужбе Половог издавача да су Линдине заслуге коаутора биле неаутентичне и да она није била прави текстописац. Године 1971. поднета је тужба тврдећи да је Пол Макартни прекршио уговор о ексклузивним правима сарађујући са Линдом на песми „Another Day“, што је за последицу имало преношење 50% удела у ауторским хонорарима.  Тужба је „мирно решена“, јуна 1972. 
Макартнијеви су поделили номинацију за Оскара за песму "Live and Let Die"; и фотографисани су заједно на догађају у априлу 1974.  Линдин албум Wide Prairie (срп. Широко поље), објављен је постхумно 1998.  Заједно са још осам британских композитора, Пол је допринео хорском албуму A Garland for Linda, а Линди је посветио свој класични албум Ecce Cor Meum (1999). 

### Вегетаријански кувари и друштво
Када су она и Пол одлучили да постану вегетаријанци 1975. године, Линда је изјавила да више не би „јела ништа са лицем“ и „да кланице имају стаклене зидове, сви би били вегетаријанци“. 
Ова промена је довела до стварања кувара и компаније. Године 1989. објавила је своју прву вегетаријанску куварску књигу, Кување код куће Линде Макартни (приписује аутору Питеру Коксу „за сву његову помоћ и истраживање“ на страници са ауторским правима).    Следеће 1991. године, Линда је покренула сопствену компанију под називом Linda McCartney Foods, која је служила замрзнута вегетаријанска јела.  Према Far Out, Linda McCartney Foods, „је помогла да људима буде лакше и приступачније да одлуче да не једу месо. У то време, опције су биле изузетно ограничене и Линда је у суштини омогућила вегетаријанство у много већим размерама. Бренд је један од најпознатијих британских прехрамбених производа без меса.“ 
Њена следећа вегетаријанска куварска књига, Линдина кухиња: једноставни и инспиративни рецепти за јела без меса, објављена је 1995.  и номинована је за награду фондације Џејмс Берд у категорији Вегетаријанске књиге 1996.  2021. године, Пол, Стела и Мери Макартни су ажурирали и веганизовали бројне Линдине вегетаријанске рецепте и објавили их као веганску куварску књигу, Породична кухиња Линде Макартни.  

## Лични живот

### Бракови

#### Мелвил Си млађи. (1962–1965)
Први брак био је са Џозефом Мелвилом Си млађим (19. април 1938 – 19. март 2000),  кога је упознала на колеџу. Дипломирао је геологију на Принстону и завршио постдипломске студије на Универзитету Аризона у Тусону. Истман га је пратила тамо, где се уписала на универзитет да студира историју уметности. Била је тамо у марту 1962. када је њена мајка погинула у несрећи на лету 1 Американ ерлјанска .
Удала се 18. јуна 1962. године, а њихова ћерка Хедер Луиз је рођена 31. децембра 1962. године. Пар је имао различите стилове живота, развели су се у јуну 1965. Он је био академик који је много времена проводио учећи и истражујући, док је она више волела живот код куће. Волела је широке отворене просторе у Аризони и уживала у јахању коња кроз пустињски пејзаж. Поставке, са сагуаро кактусима, подсетиле су је на пејзаже из вестерн филмова, што ју је инспирисало да се бави фотографијом као хобијем. 

#### Пол Макартни (1969–1998)
Дана 15. маја 1967. године, док је била на фотографском задатку у Лондону, Истманова је упознала Пола Макартнија. Поново су се срели четири дана касније у кући Брајана Епстајна. Када је њен задатак био завршен, одлетела је назад у Њујорк.  ‍:432
Поново су се окупили следећег маја у Њујорку, док су Макартни и Џон Ленон били тамо да инаугуришу Apple Records.  Неколико месеци након што се вратио у Лондон, Макартни је позвао Истманову да тамо проведе неко време са њим. Када је стигла, отишли су у његов дом, где су провели вече.

Макартни је био привучен Истмановом из више разлога, које је касније објаснио: „Свиђала ми се као жена; лепо је изгледала са добром фигуром, тако да ме је физички привукла.  ‍:471Макартнију се такође допао њен осећај независности:
„Њен ментални став је био прилично бунтован... [док је растао] била је она врста клинца који би се дружила у кухињи са црним собарицама“ да би научила да кува. Није волела дружење. Обоје су волели природно окружење, рекао је, и делили су љубав према природи, која је постала једна од њихових најважнијих емотивних карика.  ‍:471Знао је да је због њеног „веома слободног духа“ њена породица сматрала бунтовницом и црном овцом јер је избегавала да се истакне у образовању, за разлику од њеног оца и брата. "Она је била уметница", рекао је Пол, "и није била створена да буде академик."  ‍:471
Линдина ћерка, Хедер, створила је још једну јаку везу између њих, пошто је он одувек волео и желео своју децу. Када је Макартни први пут упознао Хедер, која је имала скоро шест година, инсистирао је да се она и Линда преселе у Лондон да живе са њим. Након што су то учинили, посветио је време Хедер, играјући се са њом, читајући њене приче и цртајући карикатуре са њом. Певао јој је пред спавање. 
Биограф Филип Норман приметио је да је Линда имала неке аспекте личности којима се Пол дивио. Чинило се да је мање забринута за одећу или свој јавни наступ, радије се облачи лежерно, чак и у полуформалном окружењу. Обично га је држала за руку када су били заједно, често „гледајући га са страхопоштовањем“ и чинило се да га обожава.  Полови пријатељи су рекли да је почео да буде мање формалан, било да се ређе брије или само да носи једноставнију одећу.
Линдин опуштен став о свакодневним стварима почео је да утиче на њега на друге начине. Сећа се да се једном осећао кривим јер је био исцрпљен послом и, након што се истренирао да никада не изгледа уморно, извинио јој се. Она је једноставно одговорила: „Дозвољено је“, што га је зачудило. „Сећам се да сам помислио, јебени пакао! То је био ум. Никада нисам био са неким ко је тако размишљао... било је очигледно да је дозвољено бити уморан." 
Венчали су се на малој грађанској церемонији у згради општине Мерилбона 12. марта 1969.    Британски фанови су негативно реаговали, делом и због тога што је његов брак окончао Макартнијев статус последњег неповезаног Битлса.  ‍:51Џон Ленон се оженио Јоко Оно недељу дана касније, а обожаваоци су обе жене схватили као разлоге за распад групе.  ‍:50Ленон је у једном тренутку јавно критиковао начин на који је штампа третирала Линду: „Добила је исту врсту увреда, мржње, апсолутног смећа бачено на њу без икаквог разлога осим што се заљубила у Пола Макартнија.  ‍:52
Крајем 1969. године, Пол је пао у дубоку депресију због распада Битлса после одласка Џона Ленона.  Проводио је дане у кревету и прекомерно пио, питајући се шта да ради са својим животом.  Макартни је касније рекао да му је Линда помогла да се извуче из те кризе хвалећи његов рад као текстописац и убеђивала га да настави да пише и снима.  ‍:131

После неколико проблематичних месеци, Пол Макартни је написао „Maybe I'm Amazed“ у Линдину част. Он је током интервјуа објаснио да је песма написана „за мене и Линду“.
„То је био мој осећај: можда сам задивљен оним што се дешава... Можда сам ја мушкарац, а можда си ти једина жена која би ми икада могла помоћи; Душо, нећеш ли ми помоћи да разумем... Можда сам задивљен начином на који си ме извукао из времена, обесио ме на конац, Можда сам задивљен начином на који си ми заиста потребан." Додао је да је „свака љубавна песма коју напишем за Линду“.  
Током свог 29-годишњег брака, Макартни су имали четворо деце: она је довела своју ћерку Хедер (коју је Пол касније формално усвојио) из првог брака, а заједно су имали ћерке Мери (р. 1969.) и Стелу (р. 1971.) и  сина Џејмса (р. 1977).
Понекад су одлазили у његову сеоску кућу у западној Шкотској, коју је купио пре него што су се упознали, скривено место које је користио да би „побегао од Битлманије“.  ‍:470Обоје су волели и требало им је време ван града, а подједнако их је привлачило и природно окружење, пише биограф Бери Мајлс . „Само бисмо уживали да седимо у природи“, рекао је Пол.  ‍:470Песму "Two of Us" на Let it Be написао је Пол током једне од њихових сеоских вожњи. „Ова песма је била о томе: не радити ништа, покушавати да се изгубимо... [и] дивно слободан став који смо могли да имамо.  ‍:470
Линда се присетила ситуације:
Шкотска је била ништа у чему сам икада живела. Била је то најлепша земља коју сте икада видели, на крају ничега. За мене је то био први осећај који сам икада имала, да је цивилизација нестала ... толико различита од свих хотела и лимузина и музичког бизниса, тако да је то било прилично олакшање.‍:522
Макартни је почео да пише више својих песама ван студија. „Открио сам да уживам да радим сам“, рекао је.  ‍:571Написао је песму "The Lovely Linda" за свој деби соло албум док су боравили у Шкотској.  ‍:571Године 1971. снимили су албум Ram.
Постала је Лејди Макартни када је њен муж проглашен за витеза 1997. године. Њен брат, адвокат за забаву Џон Истмен, заступао је Макартнија од распада Битлса, до његове смрти 2022. 

### Начин живота

#### Активиста за права животиња
Снажан заговорник права животиња, Линда је пружила подршку многим организацијама, као што су ПЕТА, Савет за заштиту руралне Енглеске и Пријатељи Земље. Такође је била покровитељ Лиге против окрутног спорта   Она је испричала ТВ рекламу за ПЕТА у којој је рекла: „Да ли сте икада видели рибу која дахће када је извадите из воде? Кажу: 'Хвала пуно што сте ме убили. Сјајан је осећај, знаш.' Не! Боли!“  Након њене смрти, ПЕТА је створила Меморијалну награду Линде Макартни. 

## Дијагноза и смрт
Макартнијевој је 1995. године дијагностикован рак дојке, а њено стање се погоршало када је рак метастазирао на њену јетру.  Пол је био свестан прогнозе и касније је рекао: „Лекари су ми приватно рекли да смо га ухватили прекасно, да ће она имати око 18 месеци. И то је оно што је имала.“  Умрла је од болести у 56. години 17. априла 1998. на породичном ранчу Макартни у Тусону. Њена породица је била са њом када је умрла. 
Макартни је кремирана у Тусону, а њен пепео је развејан на енглеској фарми породице Макартни у Сасексу.  Пол је касније предложио да је обожаваоци памте тако што ће донирати добротворним организацијама за истраживање рака дојке које нису подржале тестирање на животињама, „или најбољу почаст: иди вегетаријанце “. У  Лондону одржан је парастос, коме су присуствовали Џорџ Харисон, Ринго Стар, Били Џоел, Елтон Џон, Дејвид Гилмор, Питер Габријел и друге познате личности међу 700 конгрегације  Комеморација је такође одржана у цркви Риверсајд на Менхетну два месеца након њене смрти.  Пол је на њеној сахрани рекао: „Она је била моја девојка. Изгубио сам девојку.“ 
Макартни је оставила сву своју имовину Полу, укључујући тантијеме од књига и записа и права на њене фотографије.   Обећао је да ће наставити њену линију вегетаријанске хране и да је не садржи ГМО. 

### Почасти и посвете
У јуну 1998., уметник Брајан Кларк изложио је Стаклени зид (посвећен Линди Макартни), уметничко дело од 1012 квадратних стопа у витражима, у галерији Тони Шафрази у Њујорку. Створио га је Кларк између 1997-98, периода у којем су он и Макартни заједно излагали своју сарадњу у фотографији и витражима у Швајцарском националном музеју уметности стакла у Ромонту,  уметничко дело—које као мотив узима флеур-де-лис или љиљан, који се наводи као Линдин омиљени цвет—преименован је у знак почасти након њене смрти. Истоимена изложба је трајала до септембра 1998. године, након чега је Стаклени зид откупио Музеј стакла Цорнинг  и поставио га као део своје сталне колекције у Штајбену. Након њене смрти, на Међународном филмском фестивалу у Единбургу премијерно је приказан Wide Prairie, шестоминутни цртани фантастични филм који је Макартни снимио са режисером Оскаром Грилом.  
У априлу 1999. године, Пол Макартни је наступио на „Концерту за Линду“, који су организовале две њихове пријатељице, Криси Хајнд и Карла Лејн.  Међу уметницима који су наступали, поред Пола, били су Џорџ Мајкл, Елвис Костело, Том Џонс и Нил Фин.  Пол је затворио концерт посветивши догађај Линди, коју је назвао својом "прелепом бебом", и њиховој деци. 

## Заступљеност у другим медијима
Елизабет Мичел и Гери Бејквел играли су Макартнејеве у ТВ филму из 2000. Прича о Линди Макартни.  Приказана је као "Линда Истмен" у ТВ филму Џон и Јоко: Љубавна прича из 1985.  Макартнијеви су глумили сами себе у епизоди Симпсонових „Лиса вегетаријанка“. 